# 정봉수
정봉수(鄭鳳壽, 1572년 ~ 1645년)는 조선 중기의 무신으로 자는 상수(祥叟), 시호는 양무(襄武), 본관은 하동이다.

## 생애
1592년 무과에 급제해 임진왜란 때 선전관으로 왕 선조를 호종하여 부장이 되었다. 사복시주부, 감찰, 영산 현감을 역임했고 1605년 무안현대장으로 흑산도 앞바다에 침입한 왜구 6명을 죽였다.
1627년 정묘호란이 일어나자 흩어진 군사들을 수습해 철산의 의병장으로 용골산성에서 후금의 군사 절반을 무찌르고 포로가 되었던 수천 명의 조선인을 구출하여 철산 부사로 특진되었다. 이어 용천 부사와 방어사, 의주 부윤을 겸직하고 적군이 철수한 뒤 구성 부사와 개천 군수, 오위장 부총관이 되었다.
1630년 전라좌도수군절도사가 되어 이어 경상도병마절도사, 전라도병마절도사를 역임하고 1635년 동지중추부지사로 부총관과 훈련원도정을 겸임하였다.
사후 철산의 충무사에 배향되었다.